# Chambord (Eure)
Chambord – miejscowość i gmina we Francji, w regionie Normandia, w departamencie Eure.
Według danych na rok 2010 gminę zamieszkiwało 167 osób, a gęstość zaludnienia wynosiła 11 osób/km².